# Ларин, Игорь Николаевич
Игорь Николаевич Ларин (настоящая фамилия: Заварин; род. 13 сентября 1962, Ленинград, РСФСР, СССР) — советский и российский актёр, режиссёр, театральный педагог.

## Биография
Родился в Ленинграде в 1962 году. В 1985 году окончил Ленинградский государственный институт театра, музыки и кинематографии им. Н. К. Черкасова по специальности актёр драматического театра и кино. В 1986 году стал Лауреатом конкурса чтецов им. В. Н. Яхонтова. В 1989 году вместе с другими артистами организовал театр «Особняк».
В это же время создал театр одного актёра «Монплезир», в котором выступил одновременно и актёром, и режиссёром, и художником.
С 1991 года ставил спектакли в театрах Магнитогорска, Иркутска, Петрозаводска, Тюмени, Хабаровска, Нижневартовска, Екатеринбурга, Орла, Нягани, Ханты-Мансийска, Москвы, Санкт-Петербурга и др. Ларин много работал за границей, а именно в Финляндии, Германии, США, Швеции.
С 2012 по 2022 год — главный режиссёр Ярославского ТЮЗа.

## Творчество

### Роли в кино
Снимался в фильмах:
- «Чёрная комната» 2001 г. — главная роль.
- «Траектория бабочки», 2002 г.
- «Тайны следствия», 2002 г.
- «Театральный роман» 2003 г. — главная роль.
- «Лес» 2011 г. — главная роль.
- «Потерянный горизонт» 2012 г. — главная роль.

### Режиссёрские работы
Снимал телесериалы:
- «Кулагин и партнёры» (режиссёр), 2007 г.
- «Час Волкова» (режиссёр), 2007 г.
- «В поисках принца» А-Медиа (креативный продюсер) , 2008 г.
- «Русалочка» Лиан-М (креативный продюсер), 2009 г.
- «Огонь любви» Телероман (режиссёр), 2009 г.
- «Маршрут милосердия» Мостелефильм (режиссёр), 2010 г.
- «Морские дьяволы — 5» продюсерский центр Гамма Продакшн) (режиссёр), 2010—2011 г.
- «Девичья охота» Р-Медиа (режиссёр), 2011 г.
- «Потерянный горизонт» 2012 г. — полный метр.